# Jean-Baptiste-Marie Aubriot de La Palme
Jean-Baptiste-Marie Aubriot de La Palme, né à La Motte Montfort le 25 novembre 1752 et mort à Chambéry le 7 février 1826, est évêque d'Aoste de 1819 à 1823.

## Biographie

### Famille
Jean-Baptiste-Marie Aubriot naît le 25 novembre 1752 (le 26 pour catholic-hierarchy.org), dans la paroisse de La Motte-Montfort — devenue en 1794 dans La Motte-Servolex —,, près de Chambéry, dans le duché de Savoie. Il est l'un des sept enfants probablement de Jean-Baptiste Aubriot-La-Palme, architecte civil et ingénieur du roi, et de son épouse Josèphe/Josephte Borel,. La famille serait originaire de Bourgogne.
L'un de ses frères, Étienne Aubriot-dit-La-Palme, (1746-1812), est avocat-général au Sénat de Savoie lorsqu'il obtient du roi de Sardaigne, Victor-Amédée III de Savoie, le 13 février 1778, pour lui, son frère cadet, et leurs descendants des patentes de noblesse. Il avait acquis des seigneuries l'année précédente (Marcellaz et Alpigny). Il est nommé sénateur du duché de Savoie en 1792, à la veille de l'occupation du duché par les troupes révolutionnaires françaises. Un second frère, Louis-François-Marie (+1824), est officier au régiment d'infanterie-Aoste, et auteur de la famille subsistante Aubriot de La Palme.
Les armoiries de famille des comtes Aubriot de La Palme portent d'argent à 2 palmes de sinople en sautoir, chargé d'une couronne de laurier du même, au chef d'azur chargé d'un casque d'argent.

### Sacerdoce
À la suite de ses études au collège de Chambéry, Jean-Baptiste-Marie Aubriot de la Palme poursuit une carrière ecclésiastique. Il est ordonné prêtre le 21 décembre 1776. Il poursuit ses études à Turin ou il est fait docteur en Théologie en 1776. Le 19 mars 1780, le roi le fait chanoine de la cathédrale de Chambéry. Il est désigné comme noble.
Il devient supérieur du séminaire de Chambéry de 1782 à 1792, enfin vicaire général du premier diocèse de Chambéry en 1793,. Il émigre à Turin le 31 mars 1793. « M. de La Palme émigra le 31 mars 1793 ; de Turin, il organisa la contre-révolution avec une infatigable énergie avec les prêtres restés en Savoie » lorsque, à la suite de l'invasion de la Savoie par les troupes du marquis de Montesquiou survenue en septembre 1792, auront lieu, et la suppression du diocèse par les révolutionnaires français, et la mise en application de la Constitution civile du clergé dans le duché de Savoie annexé à la France.
Il revient en Savoie en 1797 comme responsable des missions et organise la résistance du clergé local contre la Révolution française. Après le Concordat de 1801 le nouvel évêque de Chambéry René des Monstiers de Mérinville prend possession du diocèse concordataire et le nomme le 25 janvier 1803, chanoine  puis vicaire général du diocèse de Chambéry. Il est à l'origine de l'implantation en Savoie des frères des écoles chrétiennes et de la renaissance de l'« Association du Saint Dévouement ». Il publie plusieurs ouvrages de spiritualité.
La Savoie et la Vallée d'Aoste étant de nouveau intégrées dans le royaume de Sardaigne depuis 1814, il est choisi par le roi Victor-Emmanuel Ier (cf. Indult) comme évêque d'Aoste le 10 octobre 1818, confirmé par le pape 29 mars 1819 et consacré le 11 juillet 1819 par Columbano Giovanni Battista Carlo Gaspare Chiaverotti (it), archevêque de Turin et l'évêque d'Annecy Pierre-Joseph Rey.
À la demande du nouvel évêque d'orientation ultramontaine, le pape Pie VII condamne le rite valdôtain le 11 décembre 1819. Évêque rigoriste souvent considéré comme liguoriste et réactionnaire, Jean-Baptiste Aubriot de la Palme, préfère se démettre après trois ans d'épiscopat le 30 juillet 1823 et quitte son évêché le 24 août 1823. Il poursuit sa vie en solitaire dans l'étude, devenu évêque émérite. Il meurt à Chambéry le 7 février 1826,, catholic-hierarchy.org donne la date du 8.

## Ouvrages deMgrAubriot de La Palme
- Entretien familier d'un Émissaire constitutionnel avec un Catholique de C.....in 12 (sans date).
- Secours religieux pour les fidèles catholiques, en l'absence des Ministres sacrés, à l'usage du diocèse de Chambéry, 1799.
- Les principes catholiques justifiés par eux-mêmes, ou Exposition simple et suivie de la doctrine catholique sur la Religion et l'Église, chez Puthod, Chambéry, 1801.
- Le Saint Dévouement ou les dévoués de Jésus et Marie à Chambéry en 1808. Version en ligne.
- Le Bon Catéchiste, Lyon, 2 vol. 1819.
- Dissertatio de spirituali romani pontificis auctoritate, suivi d'un appendice sur la doctrine du bienheureux Alphonse de Liguori, Lyon, 1825.